# Defektheilung
Eine Defektheilung (lateinisch Restitutio cum defectu) ist eine Besserung des Gesundheitszustandes nach zumeist schwerer Krankheit, die jedoch nicht zu einer vollständigen Wiederherstellung der Gesundheit (restitutio ad integrum) führt. Bei der Defektheilung bleiben morphologische (beispielsweise eine Narbe) und / oder funktionelle Beeinträchtigungen (z. B. eine Bewegungseinschränkung) im geschädigten Organ oder Gewebe bestehen. Die verbleibenden Beeinträchtigungen werden als Residuen bezeichnet.